# Trần Minh Tông
Trần Minh Tông, né sous le nom Trần Mạnh en 1300 et mort en 1357, est l'empereur du Đại Việt (ancêtre du Viêt Nam) de 1314 à 1329 et le cinquième représentant de la dynastie Trần.

## Liste des Trần
- 1225-1258 : Trần Thái Tông († 1290);Fondateur de la dynastie Trần qui succède à la dynastie Ly
- 1258-1278 : Trần Thánh Tông, son fils;2e Empereur Trần
- 1278-1293 : Trần Nhân Tông, son fils, déposé ;3e Empereur
- 1293-1314 : Trần Anh Tông, son fils, abdique ;4e Empereur
- 1314-1329 : Trần Minh Tông, son fils, abdique ;5e Empereur
- 1329-1341 : Trần Hiến Tông, son fils ;6e Empereur
- 1341-1369 : Trần Dụ Tông, fils de Trần Minh Tông ;7e Empereur
- 1369-1370 : Duong Nhât Lê, (usurpateur) ;8e Empereur
- 1370-1372 : Trần Nghệ Tông, fils de Trần Minh Tông, abdique et meurt en 1394 ;9e Empereur
- 1372-1377 : Trần Duệ Tông, son frère ;10e Empereur
- 1377-1388 : Trần Phế Đế, son fils, abdique ;11e Empereur
- 1388-1398 : Trần Thuận Tông, fils de Nghê Tông, abdique ;12e Empereur
- 1398-1400 : Trần Thiếu Đế son fils, abdique.13e Empereur

## Biographie
- Anne-Valérie Schweyer, Le Viêtnam ancien, Paris, Belles Lettres, coll. « Guide Belles Lettres des civilisations », 2005, 319 p. (ISBN 2-251-41030-9)
- Nguyen Khac Viên, Vietnam une longue Histoire, Hanoï, Thé Gioi, 2012
- Pierre Huard et Maurice Durand, Connaissance du Việt-Nam, École française d'Extrême Orient, 2010 (1re éd. 1954)